# 비센테 살리아스
비센테 살리아스(스페인어:Vicente Salias)는 현 베네수엘라의 국가인 용감한 자들에게 영광이 있으리라를 작사한 사람으로 알려져 있다. 그는 1776년 3월 23일에 카라보보 주의 푸에르토카베요에서 태어났다.

## 가족
그의 아버지는 프란시스코 살리아스 토르데시요이며, 어머니는 마리야 마르가리타 사니하 카베사 데 바카이다. 그의 네 형제인 후안 마리노, 카를로스 페드로, 프란시스코 살리아스는 전사했다. 그는 1788년 9월 18일 베네수엘라 국립 대학에 입학하여 법률가가 되었다.

## 일생
그의 스승, 펠리페 타마리스는 그의 인생을 바꾸었다. 그는 나중에 의학 부문에서 다른 학위를 취득, 대학에 갔다. 같은 해에 그는 의료 학생으로 등록하여 의학 발전에 걸출한 경력을 시작했다.
그의 가장 큰 공헌은 작은 수두 예방 접종에 관한 그의 기사로 인해, 1804년 ~ 1805년 사이에 높은 인기를 받았다.
하지만, 자기도 모르게 붙잡혀 1814년 끝내 사망하고 말았다.